# Symmetry454

O Calendário Symmetry454 (Sym454) é uma proposta de reforma de calendário. É um calendário solar permanente que conserva a tradicional semana de 7 dias, possui trimestres simétricos iguais e inicia todo mês em uma segunda-feira. Symmetry significa simetria em inglês.

## Calendário
O calendário proposto é definido por:
| Seg | Ter | Qua | Qui | Sex | Sáb | Dom |
| --- | --- | --- | --- | --- | --- | --- |
| 1   | 2   | 3   | 4   | 5   | 6   | 7   |
| 8   | 9   | 10  | 11  | 12  | 13  | 14  |
| 15  | 16  | 17  | 18  | 19  | 20  | 21  |
| 22  | 23  | 24  | 25  | 26  | 27  | 28  |
|     |     |     |     |     |     |     |

| Seg | Ter | Qua | Qui | Sex | Sáb | Dom |
| --- | --- | --- | --- | --- | --- | --- |
| 1   | 2   | 3   | 4   | 5   | 6   | 7   |
| 8   | 9   | 10  | 11  | 12  | 13  | 14  |
| 15  | 16  | 17  | 18  | 19  | 20  | 21  |
| 22  | 23  | 24  | 25  | 26  | 27  | 28  |
| 29  | 30  | 31  | 32  | 33  | 34  | 35  |

| Seg | Ter | Qua | Qui | Sex | Sáb | Dom |
| --- | --- | --- | --- | --- | --- | --- |
| 1   | 2   | 3   | 4   | 5   | 6   | 7   |
| 8   | 9   | 10  | 11  | 12  | 13  | 14  |
| 15  | 16  | 17  | 18  | 19  | 20  | 21  |
| 22  | 23  | 24  | 25  | 26  | 27  | 28  |
|     |     |     |     |     |     |     |

| Seg | Ter | Qua | Qui | Sex | Sáb | Dom |
| --- | --- | --- | --- | --- | --- | --- |
| 1   | 2   | 3   | 4   | 5   | 6   | 7   |
| 8   | 9   | 10  | 11  | 12  | 13  | 14  |
| 15  | 16  | 17  | 18  | 19  | 20  | 21  |
| 22  | 23  | 24  | 25  | 26  | 27  | 28  |
|     |     |     |     |     |     |     |

| Seg | Ter | Qua | Qui | Sex | Sáb | Dom |
| --- | --- | --- | --- | --- | --- | --- |
| 1   | 2   | 3   | 4   | 5   | 6   | 7   |
| 8   | 9   | 10  | 11  | 12  | 13  | 14  |
| 15  | 16  | 17  | 18  | 19  | 20  | 21  |
| 22  | 23  | 24  | 25  | 26  | 27  | 28  |
| 29  | 30  | 31  | 32  | 33  | 34  | 35  |

| Seg | Ter | Qua | Qui | Sex | Sáb | Dom |
| --- | --- | --- | --- | --- | --- | --- |
| 1   | 2   | 3   | 4   | 5   | 6   | 7   |
| 8   | 9   | 10  | 11  | 12  | 13  | 14  |
| 15  | 16  | 17  | 18  | 19  | 20  | 21  |
| 22  | 23  | 24  | 25  | 26  | 27  | 28  |
|     |     |     |     |     |     |     |

| Seg | Ter | Qua | Qui | Sex | Sáb | Dom |
| --- | --- | --- | --- | --- | --- | --- |
| 1   | 2   | 3   | 4   | 5   | 6   | 7   |
| 8   | 9   | 10  | 11  | 12  | 13  | 14  |
| 15  | 16  | 17  | 18  | 19  | 20  | 21  |
| 22  | 23  | 24  | 25  | 26  | 27  | 28  |
|     |     |     |     |     |     |     |

| Seg | Ter | Qua | Qui | Sex | Sáb | Dom |
| --- | --- | --- | --- | --- | --- | --- |
| 1   | 2   | 3   | 4   | 5   | 6   | 7   |
| 8   | 9   | 10  | 11  | 12  | 13  | 14  |
| 15  | 16  | 17  | 18  | 19  | 20  | 21  |
| 22  | 23  | 24  | 25  | 26  | 27  | 28  |
| 29  | 30  | 31  | 32  | 33  | 34  | 35  |

| Seg | Ter | Qua | Qui | Sex | Sáb | Dom |
| --- | --- | --- | --- | --- | --- | --- |
| 1   | 2   | 3   | 4   | 5   | 6   | 7   |
| 8   | 9   | 10  | 11  | 12  | 13  | 14  |
| 15  | 16  | 17  | 18  | 19  | 20  | 21  |
| 22  | 23  | 24  | 25  | 26  | 27  | 28  |
|     |     |     |     |     |     |     |

| Seg | Ter | Qua | Qui | Sex | Sáb | Dom |
| --- | --- | --- | --- | --- | --- | --- |
| 1   | 2   | 3   | 4   | 5   | 6   | 7   |
| 8   | 9   | 10  | 11  | 12  | 13  | 14  |
| 15  | 16  | 17  | 18  | 19  | 20  | 21  |
| 22  | 23  | 24  | 25  | 26  | 27  | 28  |
|     |     |     |     |     |     |     |

| Seg | Ter | Qua | Qui | Sex | Sáb | Dom |
| --- | --- | --- | --- | --- | --- | --- |
| 1   | 2   | 3   | 4   | 5   | 6   | 7   |
| 8   | 9   | 10  | 11  | 12  | 13  | 14  |
| 15  | 16  | 17  | 18  | 19  | 20  | 21  |
| 22  | 23  | 24  | 25  | 26  | 27  | 28  |
| 29  | 30  | 31  | 32  | 33  | 34  | 35  |

| Seg | Ter | Qua | Qui | Sex | Sáb | Dom |
| --- | --- | --- | --- | --- | --- | --- |
| 1   | 2   | 3   | 4   | 5   | 6   | 7   |
| 8   | 9   | 10  | 11  | 12  | 13  | 14  |
| 15  | 16  | 17  | 18  | 19  | 20  | 21  |
| 22  | 23  | 24  | 25  | 26  | 27  | 28  |
| 29  | 30  | 31  | 32  | 33  | 34  | 35  |

Os últimos 7 dias de Dezembro, em cinza, são dias intercalares que são anexados apenas no final de anos bissextos.

A ideia de meses contendo 4 ou 5 semanas inteiras não é nova, tendo sido proposta nos anos 70 por Chris Carrier para o Calendário Civil Bononiano e por Joseph Shteinberg para seu "Calendário Sem Semanas Divididas". Enquanto que o primeiro possui 5 + 4 + 4 semanas por trimestre e o segundo possui 4 + 4 + 5 semanas por trimestre, o Calendário Symmetry454 possui simétricas 4 + 5 + 4 semanas por trimestre, e isso é o porquê do nome. (Note que não há espaço entre "Symmetry" e "454".)
Trimestres equilibrados são favoráveis para as empresas porque eles ajudam no planejamento e análise fiscal.
Cada mês possui um número inteiro de semanas, então não há nenhum mês com semana parcial. Cada dia dentro de um mês cai no mesmo dia da semana em todos meses e anos; particularmente, Sexta-feira 13 nunca aconteceria nesse calendário.
Todos os feriados, aniversários, etc. são fixados permanentemente.
Todos os números ordinais de dia e semana dentro do ano também são permanentemente fixados.

## Anos bissextos
Ao contrário do Calendário Mundial ou o calendário fixo International, não há dias intercalares "nulos" individualmente agendados fora da tradicional semana de 7 dias. Em vez disso, o alinhamento do ciclo do dia da semana com o Dia de Ano Novo é realizado usando uma semana bissexta, que é anexada uma vez a cada 6 ou 5 anos. Em anos bissextos, Dezembro torna-se um mês de 5 semanas. A semana bissexta é mostrada em texto cinza no calendário mostrado anteriormente.
A regra preferencial de um ano bissexto é baseada num ciclo bissexto de 293 anos, tendo 52 anos bissextos divididos em intervalos tão uniformes quanto possível:
Será um ano bissexto somente se o resto da divisão ( 52 × Ano + 146 ) / 293 é menor que 52.
O agrupamento simétrico completo para cada ciclo é: 45 + 79 + 45 + 79 + 45 = 293 anos.

## Páscoa numa data fixa
Experimentalmente, Domingo, 7 de Abril é proposto para ser a data fixa da Páscoa, com base numa análise da frequência da distribuição das datas gregorianas ou astronômicas da Páscoa. Por conta de somente números divisíveis por 7 poderem cair num domingo, há poucas possibilidades distintas de quando acontecer a páscoa. As três datas mais frequentes possíveis são 28 de Março, 7 e 14 de Abril. 7 de Abril seria a posição mediana de sua distribuição.